# Partit Liberal (Japó, 1890)
El Partit Liberal (自由党, Jiyū-tō) fou un partit polític del Japó. El partit fou fundat l'agost de 1890 per 130 membres de la Cambra de Representants del Japó elegits a les primeres eleccions generals de juliol del mateix any, sent anomenat inicialment Partit Liberal Constitucional (立憲自由党, Rikken Jiyū-tō). Fou resultat de la fusió del Partit Públic Patriòtic, el Club dels Pensadors Afins i altres partits menors locals, tots ells de tall liberal. Liderat inicialment per Itagaki Taisuke, qui ja havia fundat un altre Partit Liberal l'any 1881, el partit fou reanomenat Partit Liberal el març de 1891. El partit va perdre alguns diputats quan la facció de Kentarō Ōi de Kantō va escindir-se per tal de formar el Partit Liberal Oriental. Tot i ser el partit amb major representació, mai no va poder formar govern i el 1891 va unir-se amb el Partit Reformista Constitucional (PRC) per tal de fer un front comú contra l'increment dels impostos a la terra.
A les eleccions generals de 1892 només va aconseguir 94 diputats i va perdre 14 el desembre de 1893 a causa d'una escissió produïda pel reprovament al lider del partit, Hoshi Tōru, per corrupció, creant-se així la Societat Política dels Camarades. Tot i haver guanyat 120 escons a les eleccions generals de març de 1894, amb un augment de 36 escons respecte el 1892, les eleccions anticipades de setembre de 1894 van reduir la representació del partit a 107 escons. L'abril de 1896 el partit es va unir al govern de Hirobumi Itō, sent nomenat el líder liberal Itagaki Taisuke com a Ministre d'Afers Interns. Després de perdre altres dos escons a les eleccions generals de març de 1898, el partit es va fussionar amb el Partit Progressista (PP) al juny de 1898 per tal de crear el Partit Constitucional (PC).